# 8 giorni alla fine
8 giorni alla fine (8 Tage) è una miniserie televisiva tedesca prodotta per Sky Deutschland dalla società di produzione NEUESUPER e diretta da Michael Krummenacher e Stefan Ruzowitzky. La serie mostra come persone diverse affrontano la minaccia della fine del mondo. I ruoli principali sono interpretati da Christiane Paul e Mark Waschke. I primi due episodi sono stati presentati in anteprima a febbraio 2019 come parte della Berlinale Series nella sezione Berlinale Special al Festival di Berlino 2019.

## Trama
Un gigantesco asteroide, noto con il nome di Horus, si dirige inarrestabile verso la Terra, precisamente in direzione dell'Europa centrale, soprannominata, per questo, Kill Zone; le probabilità di sopravvivere in quest'area del pianeta sono, infatti, pressoché nulle. Mentre il piano missilistico statunitense fallisce miseramente, la popolazione del Vecchio Continente tenta disperatamente di darsi alla fuga, raggiungendo l'America e la Russia; ma attraversare i confini rischia di rivelarsi una missione suicida e il piano di evacuazione promesso ai cittadini pare non prendere forma. In questo scenario catastrofico una famiglia di Berlino, composta da Uli Steiner, ex insegnante di fisica, sua moglie, la dottoressa Susanne Steiner e i figli Leonie e Jonas, scappano nelle foreste per incontrare dei contrabbandieri che dovrebbero condurli fino in Russia.

## Puntate
| nº | Titolo originale | Prima TV Germania | Prima TV Italia   |
| -- | ---------------- | ----------------- | ----------------- |
| 1  | Panic            | 1º marzo 2019     | 23 settembre 2019 |
| 2  | Separation       | 1º marzo 2019     | 23 settembre 2019 |
| 3  | Faith            | 8 marzo 2019      | 30 settembre 2019 |
| 4  | Hope             | 8 marzo 2019      | 30 settembre 2019 |
| 5  | War              | 15 marzo 2019     | 7 ottobre 2019    |
| 6  | Despair          | 15 marzo 2019     | 7 ottobre 2019    |
| 7  | Absolution       | 22 marzo 2019     | 14 ottobre 2019   |
| 8  | Peace            | 22 marzo 2019     | 14 ottobre 2019   |

## Distribuzione
In Germania, la miniserie è stata trasmessa dal 1º al 22 marzo 2019 su Sky Atlantic. In Italia è andata in onda dal 23 settembre al 14 ottobre 2019 da Sky Atlantic.